# Condado de McPherson (Kansas)
El condado de McPherson (en inglés: McPherson County), fundado en 1873, es uno de 105 condados del estado estadounidense de Kansas. En el año 2005, el condado tenía una población de 29,523 habitantes y una densidad poblacional de 12.7 personas por km². La sede del condado es McPherson. El condado recibe su nombre en honor al general James B. McPherson.

## Geografía
Según la Oficina del Censo, el condado tiene un área total de 2334 km² (901,2 mi²), de la cual 2330 km² (899,6 mi²) es tierra y 3 km² (1,158301158301 mi²) (0.17%) es agua.

### Condados adyacentes
- Condado de Saline (norte)
- Condado de Dickinson (noreste)
- Condado de Marion (este)
- Condado de Harvey (sureste)
- Condado de Reno (suroeste)
- Condado de Rice (oeste)
- Condado de Ellsworth (noroeste)

## Demografía
Según la Oficina del Censo en 2000, los ingresos medios por hogar en el condado eran de $41,138, y los ingresos medios por familia eran $48,243. Los hombres tenían unos ingresos medios de $33,530 frente a los $21,175 para las mujeres. La renta per cápita para el condado era de $18,921. Alrededor del 6.60% de la población estaban por debajo del umbral de pobreza.

## Transporte

### Autopistas principales
- Interestatal 135
- U.S. Route 81
- U.S. Route 160
- Ruta Estatal de Kansas 4
- Ruta Estatal de Kansas 175

## Localidades
Población estimada en 2004;
- McPherson, 13,681
- Lindsborg, 3,305
- Moundridge, 1,644
- Inman, 1,192
- Canton, 817
- Galva, 747
- Marquette, 577
- Windom, 136

### Áreas no incorporadas
- Conway
- Elyria
- Groveland
- Roxbury

### Municipios
El condado de McPherson está dividido entre 25 municipios. El condado no tiene a Lindsborg y McPherson como ciudades independientes a nivel de gobierno, y todos los datos de población para el censo e las ciudades son incluidas en el municipio.

## Educación

### Distritos escolares
- Smoky Valley USD 400
- McPherson USD 418
- Canton-Galva USD 419
- Moundridge USD 423
- Inman USD 448

### Universidades
- McPherson College
- Bethany College
- Central Christian College